# پلین (کانزاس)
پلین (به انگلیسی: Plains) شهری در ایالت کانزاس کشور ایالات متحده آمریکا است که جمعیت آن در سرشماری سال ۲۰۱۰ میلادی، ۱٬۱۴۶ نفر بوده‌است.